# Dynamic Tower
A Dynamic Tower vagy (más néven Dynamic Architecture Building vagy Da Vinci Tower) egy tervezett 420 méter (1378 láb) magas, 80 emeletes mozgó felhőkarcoló, amit az Egyesült Arab Emírségekben, Dubajban fognak felépíteni David Fisher javaslatára.
Egyedülálló módon minden szinten függetlenül lenne képes mozogni. Ennek eredményképpen a torony folyamatosan tudná változtatni az alakját. Egy teljes fordulatot 90 perc alatt tenne meg.
Ez lesz a világ első előre gyártott felhőkarcolója, 40 gyárilag épített modulból fog állni, amit minden emeleten elhelyeznek. A torony 90%-át a gyár építi és szállítja el az építési területre. Ez lehetővé teszi, hogy az egész épületet csak 22 hónap alatt építsék fel.